# Le Père prudent et équitable
Le Père prudent et équitable, ou Crispin l’heureux fourbe, est une comédie en un acte et en vers de Marivaux, rédigée vers 1706. Elle est immédiatement jouée par une troupe de théâtre amateur à Limoges et sera publiée en 1712.

## Genèse
On parlait un jour au collège à Limoges, de la difficulté de faire une comédie. Marivaux soutint que la chose n’était pas si difficile. Mis au défi d’en faire une, il apporta, une huitaine de jours plus tard, le Père prudent et équitable.

## Personnages
- Philine.
- Démocrite, père de Philine.
- Toinette, servante de Philine.
- Cléandre, amant de Philine.
- Crispin, valet de Cléandre.
- Frontin, fourbe employé par Crispin.

Les prétendants de Philine :
- Ariste, bourgeois campagnard
  - Maître Jacques, paysan suivant Ariste.
- Le Chevalier de La Minardinière.
- Le Financier.

## Argument
« Mon père me contraint, puis-je lui résister ?
De trois maris offerts il faut que je choisisse,
Et ce choix à mon cœur est un cruel supplice. »

— Philine, acte I, scène III.
Démocrite impose à sa fille Philine de choisir un mari parmi trois prétendants : un propriétaire campagnard (Ariste), un chevalier et un financier. Philine préfère un quatrième, Cléandre, mais dont la situation ne satisfait pas son père. Crispin, valet de Cléandre, se propose d'intriguer pour écarter les autres candidats.
À Ariste, Crispin fait passer Toinette, sa femme de chambre, pour Philine ; Toinette surjoue un manque d'éducation et décourage le prétendant. Crispin se fait ensuite passer pour Ariste face à Démocrite et campe un personnage tellement détestable que Démocrite lui-même l'éconduit.
Il décourage le financier en lui affirmant que Philine et son père sont épileptiques.
Il se déguise ensuite en femme et prétend être la femme légitime du chevalier, qui n’a pas le droit, dès lors, d’aspirer à la main de la jeune fille. Mais il a mal pris ses précautions, il est surpris, et forcé d’avouer ses fourberies.
Néanmoins, Cléandre a entre-temps gagné un procès qui lui une situation plus enviable que celle de ses rivaux, lève ainsi les réticences de Démocrite et obtient donc la main de Philine.

## Editions
- Le Père prudent et équitable, ou Crispin l'heureux fourbe, À Limoges, à Paris au Palais et en la boutique de la veuve Barbin, chez Pierre Huet, sur le second perron de la Sainte Chapelle, 1712, in-12[1].
- Le Père prudent et équitable ou Crispin l'heureux fourbe. In : Oeuvres complettes [sic] de M. DE MARIVAUX, de l'Académie françoise, tome premier, A Paris, chez la veuve Duchesne, MDCCLXXXI [1781], p. 11-76, lire en ligne sur Gallica.